# Croton tyndaridum
Croton tyndaridum är en törelväxtart som beskrevs av Léon Camille Marius Croizat. Croton tyndaridum ingår i släktet Croton och familjen törelväxter. Inga underarter finns listade i Catalogue of Life.